# Погарщина (річка)
Погарщина — мала річка в Росії, протікає з півночі на південь в Желєзногірському районі Курської області по західній околиці міста Желєзногорська. Є правою притокою Рєчиці, в яку впадає в районі села Веретеніно.
На річці знаходиться Желєзногорське міське водосховище, створене в 1963 році, яке є найбільшою водоймою поблизу Желєзногорська.